# Бурбан Володимир Якович
Володи́мир Я́кович Бу́рбан (* 28 жовтня 1937, Богданівка) — український публіцист, перекладач. Член Національної спілки письменників України від 1994 року, Заслужений працівник культури України.

## Біографічні відомості
Народився 28 жовтня 1937 року в селі Богданівка, нині Волочиського району Хмельницької області.
1959 року закінчив філологічний факультет Чернівецького університету. Працював завучем у школі в с. Велика Медведівка, організував сільський драмгурок. Почав писати для районної газети. Тривалій час працював на комсомольській і партійній роботі у Хмельницькому і Шепетівці.
Обіймав посаду головного редактора журналів «Ранок», «Українська культура», відповідального секретаря журналу «Всесвіт», директора видавництва «Молодь», заступника голови правління товариства книголюбів України, шеф-редактора газети «Друг читача», директора Державної бібліотеки України для юнацтва. З 2002 до 2009 року працював головним редактором газети «Культура і життя».
За його редакцією було надруковано чимало статей. Недавно в газеті «Урядовий вісник» вийшла стаття-інтерв'ю про ректора Міжрегіонального вищого професійного училища зв'язку, про важливість технічної освіти та її місце серед вакансій на ринку праці України.
У його перекладах українською мовою вийшли твори Б. Камова, В. Кондратьєва, Я. Пшимановського, В. Лихоносова, І. Дворецького, В. Лукша, А. Петрашкевича. Також ним була написана автобіографічна книга «Вступне слово»
Автор двотомника про українське і світове письменство.

## Нагороди
- Заслужений працівник культури України
- Нагороджений Орденом «За Заслуги» ІІІ ступеня, Почесною грамотою Кабінету Міністрів України
- Лауреат літературно-мистецької премії імені Івана Нечуя-Левицького (2004)[1].